# Pennale Burschenschaft Germania zu Wiener Neustadt
Pennale Burschenschaft Germania zu Wiener Neustadt (kurz: p.B.! Germania zu Wr. Neustadt) ist eine schlagende und farbentragende Schülerverbindung in Wiener Neustadt im Korporationsverband Österreichischer Pennäler Ring (ÖPR). Die Mitglieder der pennalen Burschenschaft besuchen laut DÖW die Oberstufe einer Schule mit Matura, unter anderem die HTL Wr. Neustadt, Militärrealgymnasium, Theresianische Militärakademie.
Der Männerbund gilt als deutschnational und rechtsextrem. Er wurde im Jänner 2018 durch ein Liederbuch mit antisemitischen, rassistischen und NS-verherrlichenden Texten öffentlich bekannt. Die Staatsanwaltschaft nahm daraufhin Ermittlungen wegen Verdachts auf Wiederbetätigung nach dem Verbotsgesetz 1947 auf, diese wurden im August 2018 mangels Beweisen der Wiedergabe eingestellt.

## Couleur und Wahlspruch
Das Band der Germania hat die Farben Blau-Rot-Gold mit goldener Perkussion, als Kopfbedeckung wird eine weinrote Samtmütze getragen. Sie führt den Wahlspruch: Deutsch und treu in Not und Tod!

## Geschichte

### Gründungszeit
Nachdem es in Wiener Neustadt im Verlauf des Ersten Weltkriegs keine Schülerverbindung mehr gegeben hatte, wurde am 25. Dezember 1917 die Deutsch-österreichische Studentenverbindung Germania an der höheren Fachschule für Maschinenwesen und an der Staats-Oberrealschule gegründet. Nachdem die Germania bereits ab 17. Jänner 1919 ihre Bereitschaft zur Mitgliedschaft erklärt hatte, war sie am 9. Juni 1919 Gründungsverbindung der pennalen Burschenschaft der Ostmark (pBdO), einer Vereinigung pennaler Burschenschaften der „Ostmark“, also Österreichs, der sie bis zu deren Auflösung am 5. August 1933 angehörte. Ab 1920 bestand ein Kartellverhältnis mit der DpB! Bajuvaria zu Wien. Die pBdO trat 1922 dem bis 1927 bestehenden Korporationsverband Deutscher Pennäler Ring (DPR) bei und wurde 1933 durch die Polizeidirektion Wien aufgelöst. 1934 vertagte sich die Germania, löste die Aktivitas auf, während der Altherrenverein weiterbestand.

### Nachkriegszeit
Nach Ende des Zweiten Weltkrieges gab es ab 1947 wieder einen monatlichen Stammtisch; die offizielle Reaktivierung erfolgte 1960.
In seiner Zeit als Bürgermeister von Wiener Neustadt lud der SPÖ-Politiker Peter Wittmann die Germania 1994 im Zuge der 800-Jahr-Feierlichkeiten der Stadt zu einem Liederabend ein und erhielt in diesem Jahr auch einen Gedenkstein von der Germania.

### Seit 2000
Als 2010 gegen die rechtsextreme Seite Alpen-Donau.info ermittelt wurde, geriet die Verbindung ins Visier der Ermittler. 2017 feierte man sein 100-jähriges Bestehen im Rahmen eines Burschentages des Dachverbandes Österreichischer Pennäler Ring (ÖPR), im Jänner 2018 wurde die Burschenschaft infolge der Affäre um ihr antisemitisches und rassistisches Liederbuch aus dem ÖPR ausgeschlossen. Zu diesem Zeitpunkt hatte sie nach eigenen Angaben 70 Mitglieder (Aktive und Alte Herren). Nach Einstellung des Ermittlungsverfahrens schien die Verbindung 2019 auf der ÖPR-Website wieder unter den Mitgliedsbünden auf.
Im Zusammenhang mit der Liederbuch-Affäre wurde in 2018 ein Auflösungsverfahren der Burschenschaft eingeleitet. Dieses wurde ein Jahr später aus Mangel an Beweisen und aufgrund der eingetretenen Verjährung eingestellt.

## Verbindungshaus

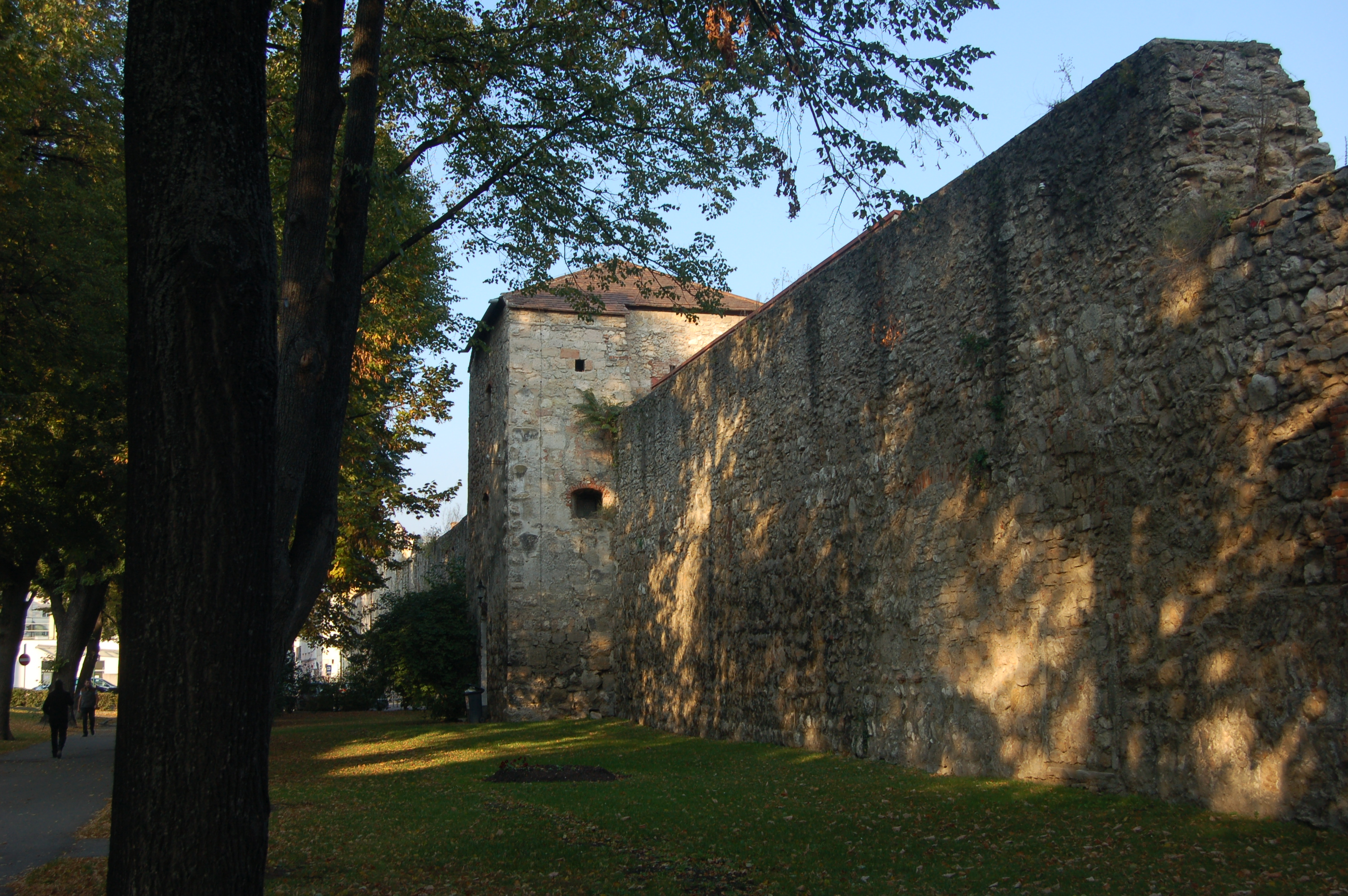
Der Rabenturm in Wiener Neustadt (2011)

Als Verbindungshaus dient der Rabenturm Wiener Neustadt, ein Wehrturm aus dem 13. Jahrhundert, Teil der noch bestehenden Reste der Stadtmauer, der in den 1960er Jahren hierfür angemietet und für diesen Zweck umgebaut wurde. Von 1984 bis 1986 dienten die Räume auch den Mitgliedern der Akademischen Tafelrunde Wiking zu Wiener Neustadt (TR! Wiking, Mitglied im WKR), einer schlagenden Studentenverbindung von Studenten an der Theresianischen Militärakademie, als Gäste der Germania vorübergehend als Verbindungshaus.

## Kontroversen

### Website der Burschenschaft
Laut Süddeutscher Zeitung könne man auch von der Website der Burschenschaft in 2018 ablesen, wie „germanisch“ sie sich sehe: E-Mails werden „Strompost“ genannt, und bei den Veranstaltungshinweisen wurden die altgermanischen Monatsbezeichnungen verwendet wie „Hornung“ für Februar und „Brachmond“ für Juni.

### Liederbuch mit antisemitischen Liedern

#### Jänner 2018
Im Jänner 2018 berichtete zunächst Nina Horaczek in der Wiener Wochenzeitung Falter über das 1997 in dritter Auflage erschienene Liedbuch der Germania zu Wiener Neustadt, in dem auch eine Reihe antisemitischer, rassistischer und im Verdacht der Wiederbetätigung nach dem Verbotsgesetz stehender Liedtexte enthalten sind. Darunter finden sich auch Passagen wie „Da trat in ihre Mitte der Jude Ben-Gurion: ‚Gebt Gas, ihr alten Germanen, wir schaffen die siebte Million‘“, „Da schritt in ihre Mitte ein schlitzäugiger Chines': ‚Auch wir sind Indogermanen und wollen zur Waffen-SS.‘“
Das Bekanntwerden der Inhalte dieses Liederbuchs führte dazu, dass Udo Landbauer, Spitzenkandidat der FPÖ Niederösterreich für die Landtagswahl am 28. Jänner 2018, seine Mitgliedschaft ruhend legte. Er habe die Lieder nicht gekannt, welche gedruckt wurden, als er 11 Jahre alt war. Er verlangte eine Untersuchungskommission, um die „skandalöse Angelegenheit restlos und umfassend zu klären“. Die Burschenschaft suspendierte den für das Liederbuch Verantwortlichen "sofort". Dieser würde sich den Behörden stellen. Man distanzierte sich von dem Buch und würde jede Maßnahme fördern, die der Polizei bei der Aufklärung hilft.
Am 24. Jänner 2018 leitete die Staatsanwaltschaft Wiener Neustadt von Amts wegen ein Ermittlungsverfahren gegen unbekannt wegen des Verdachts auf Verstoß gegen das Verbotsgesetz ein. Die Polizei führte eine Hausdurchsuchung bei der Burschenschaft durch, wobei 19 Liederbücher sowie Ordner mit Unterlagen sichergestellt wurden, die zur Überprüfung an das Landesamt für Verfassungsschutz und Terrorismusbekämpfung übergeben wurden.
Bundespräsident Alexander Van der Bellen bezeichnete den Abdruck der Lieder als „zutiefst verabscheuungswürdig“ und hielt fest: „Die Mitglieder der Germania stehen jetzt im Verdacht der Wiederbetätigung. Wer immer dafür verantwortlich ist, hat in der Politik nichts zu suchen.“ Bundeskanzler Sebastian Kurz (ÖVP) nannte die Liedtexte „rassistisch, antisemitisch und absolut widerwärtig“. Für Vizekanzler Heinz-Christian Strache (FPÖ) handle sich um ein "wirklich widerliches und antisemitisches Lied". Allerdings habe ihm Landbauer "versichert, dass er die Texte nicht kannte" und dieser habe "die Sache 'sehr deutlich klargestellt' und selbst Aufklärung gefordert."
160 Wissenschaftler, Universitäts-Rektoren und -Professoren, darunter die Präsidentin der Universitätenkonferenz, Eva Blimlinger, schrieben in einem offenen Brief an Bundeskanzler Sebastian Kurz und Bildungsminister Heinz Fassmann über das NS-verherrlichende Liederbuch: „Das ist ein Aufruf zum Massenmord, der als solcher behandelt werden muss. Die Normalisierung des Rechtsextremismus schreitet in Österreich voran.“ Und sie forderten: „Beenden Sie die Zusammenarbeit mit allen, die Mitglieder rechtsextremer Burschenschaften in ihren Büros beschäftigen.“ Parallel verurteilten über 100 Künstler in einem Aufruf die „neo-nationalsozialistische Propaganda“ der Burschenschaft. Die Verse „rufen zum Massenmord auf“. Es gebe keine harmlose Begründung, die die Existenz solcher Lieder in einem Liederbuch erklären könnte, schrieb die Künstlerinitiative.
Der Journalist Hans-Henning Scharsach, Experte für Rechtsextremismus in Österreich, sagte laut Spiegel Online, „es sei ein generelles Problem vieler Burschenschaften, dass sie sich ‚von der Tradition des Nationalsozialismus nicht gelöst‘ hätten und Naziverbrechen verharmlosen oder bestreiten würden“. Der ehemalige EU-Abgeordnete und Corpsstudent Andreas Mölzer (FPÖ) sagte bezugnehmend auf die antisemitischen Strophen und die Geschichte der Burschenschaften: „Ich glaube auch, dass wir Hygiene im eigenen Haus – in jeder einzelnen Verbindung – eine psychisch-historische Hygiene suchen und schaffen müssen. Und, wo es solche Restbestände [von Antisemitismus] gibt – ich kenne an sich keine –, gehören sie ausgetilgt, und das gehört unterbunden.“
Ende Jänner 2018 wurde bekannt, dass der Ex-SPÖ-Funktionär Helmut W., welcher 1962 der Germania beigetreten war, Illustrationen für das Liedbuch zeichnete. Diese Bilder hätten „aber keinen Bezug zu der umstrittenen Strophe“. Auf den Bildern seien beispielsweise „Studenten mit Bierkrügen oder beim Jubeln zu sehen“. Laut diesem wurde „diese dumme Strophe irgendwann entdeckt und sofort geschwärzt“. Nach seinen Angaben geschah dies „vor etwa 20 Jahren“. Auch sei „das Lied [...] auch nie gesungen“ worden.

#### August 2018
Am 24. August 2018 teilte die Staatsanwaltschaft Wiener Neustadt mit, dass das Ermittlungsverfahren eingestellt worden ist. Es konnten keine Beweise für eine „propagandistische Wiedergabe der strafrechtlich relevanten Textpassagen“ gefunden werden, und im Hinblick auf den Verlags- und Ausgabezeitpunkt des Liederbuchs im Jahr 1997 wurde auf die eingetretene Verjährung hingewiesen. Landbauer kehrte kurz darauf wieder in die Politik zurück.

#### 2019
Im März 2019 teilte die als Vereinsbehörde zuständige Landespolizeidirektion NÖ mit, dass das Auflösungsverfahren eingestellt worden sei.
Bei einer Tagsatzung des Bezirksgerichts Wiener Neustadt am 29. April 2019 schnitt der Obmann der Germania die relevanten Seiten der 19 beschlagnahmten Liederbücher mit einer vom Gericht gestellten Schere heraus, das Gericht beschloss danach, die Liederbücher wieder an die Burschenschaft zu übergeben.

## Bekannte Mitglieder
- Stefan Berger (* 1986), Politiker, Landtagsabgeordneter (FPÖ) ("bis zur restlosen Klärung sofort ausgetreten")[47][48]
- Udo Landbauer (* 1986), Politiker (FPÖ) (ausgetreten 2018)[22][47][49][50]